# Euphorbia californica

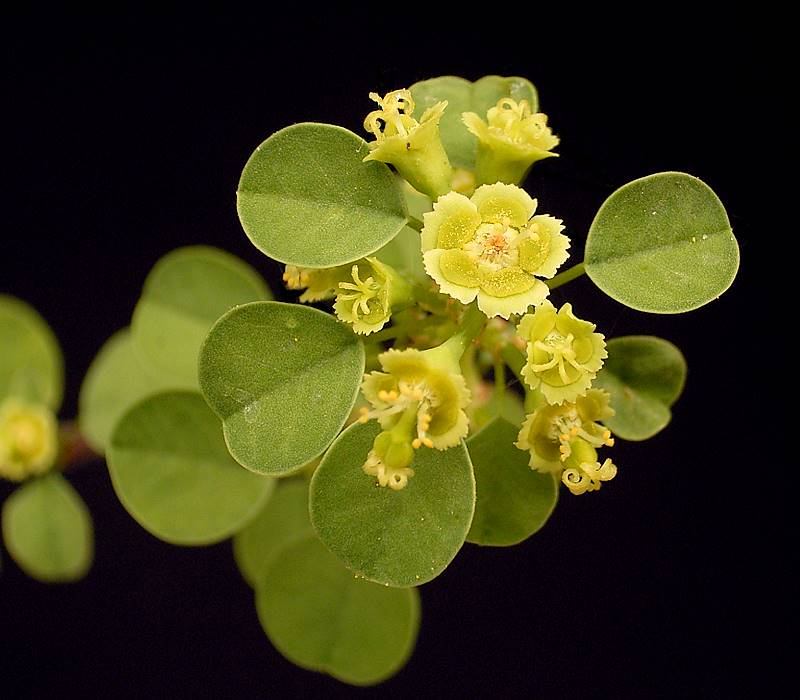
Blütendetail

Euphorbia californica ist eine Pflanzenart aus der Gattung Wolfsmilch (Euphorbia) in der Familie der Wolfsmilchgewächse (Euphorbiaceae).

## Beschreibung
Die sukkulente Euphorbia californica bildet kahle Sträucher bis 1 Meter Höhe aus. Die etwas sukkulenten Triebe werden 1 bis 2 Zentimeter dick. Die eiförmigen Blätter erscheinen an den kurzen Seitentrieben und werden etwa 2,5 Zentimeter lang und 2,25 Zentimeter breit. Sie sind leicht sukkulent und stehen an einem etwa 2 Zentimeter langen und dünnen Stiel.
Der Blütenstand besteht aus vier bis acht jeweils in Büscheln stehenden Cyathien, die an den Triebspitzen erscheinen. Die einzelnen Cyathien erreichen einen Durchmesser von 6 Millimeter und befinden sich an einem etwa 5 Millimeter langen Stiel. Die Nektardrüsen besitzen blütenblattartige, zwei- bis dreilappige Fortsätze, die 0,5 Millimeter lang und 1,25 Millimeter breit werden. Die stumpf gelappte Frucht wird 6 Millimeter groß und steht an einem bis 7 Millimeter langen, herausragenden und zurückgebogenen Stiel. Sie enthält den 4 Millimeter großen Samen.

## Verbreitung und Systematik
Euphorbia californica ist in den mexikanischen Bundesstaaten Baja California und  Sonora verbreitet.
Die Erstbeschreibung der Art erfolgte 1844 durch George Bentham.
Es werden folgende Varietäten unterschieden:
- Euphorbia californica var. californica
- Euphorbia californica var. hindsiana (Benth.) Wiggins (1955)
im Unterschied zur Stammart sind die Blätter dicker und lederartig, der Blattstiel etwa 6 Millimeter lang und die Fortsätze an den Nektardrüsen sind mit 1 Millimeter auf 1,5 Millimeter größer. Ein Synonym zu dieser Varietät ist Euphorbia hindsiana Benth. (1844).